# كاتسويوشي ناكاتسورو
كاتسويوشي ناكاتسورو (中鶴勝祥 ناكاتسورو كاتسويوشي) هو رسام أنمي ولد في 22 مايو 1962.

## أعماله في الأنمي

### مسلسلات أنمي تلفزيونية
- دراغون بول (الرسوم المفتاحية)
- دراغون بول Z (الرسوم المفتاحية، إخراج الرسوم المتحركة، تصميم الشخصيات (من فصل السايان إلى فصل مباريات سيل))
- دراغون بول GT (تصميم الشخصيات)
- دراغون بول سوبر (الرسوم المفتاحية)
- أبطال الديجيتال الجزء الأول (تصميم الشخصيات)
- أبطال الديجيتال الجزء الثاني (تصميم الشخصيات)
- أبطال الديجيتال الجزء الثالث (تصميم الشخصيات)
- أبطال الديجيتال الجزء الرابع (تصميم الشخصيات)
- أبطال الديجيتال: (تصميم الشخصيات)
- ون بيس (الرسوم المفتاحية)
- هاكابا كيتارو (الرسوم المفتاحية)
- ناروتو شيبودن (الرسوم المفتاحية)
- بلاك كلوفر (إخراج الرسوم المتحركة لمشاهد الأكشن)

### أفلام أنمي
- دراغون بول: لعنة روبيات الدم (إخراج الرسوم المتحركة)
- دراغون بول: الأميرة النائمة في قلعة الشيطان (إخراج الرسوم المتحركة)
- دراغون بول Z: منطقة الموت (إخراج الرسوم المتحركة)
- دراغون بول Z: الأقوى في العالم (إخراج الرسوم المتحركة)
- دراغون بول Z: شجرة القوة (مساعد إخراج الرسوم المتحركة)
- دراغون بول Z: الزعيم سلاغ (إخراج الرسوم المتحركة)
- دراغون بول Z: إنتقام كولر (الرسوم المفتاحية)
- دراغون بول Z: عودة كولر (الرسوم المفتاحية)
- دراغون بول Z: سوبر آندرويد 13 (الرسوم المفتاحية)
- دراغون بول Z: برولي السوبر سايان الأسطوري (مساعد إخراج الرسوم المتحركة)
- دراغون بول Z: معركة الخوارق (الرسوم المفتاحية)
- دراغون بول Z: إعادة إحياء "F" (الرسوم المفتاحية)
- فيلم ديجيمون أدفنتشر (تصميم الشخصيات)
- فيلم ديجيمون أدفنتشر: لعبتنا الحربية! (تصميم الشخصيات)
- فيلم ديجيمون أدفنتشر 02: هبوط إعصار الديجيمون!!/التطور الفائق!! الديجيمنتال الذهبية (تصميم الشخصيات)
- فيلم ديجيمون أدفنتشر 02: انتقام ديابورومون (تصميم الشخصيات)
- فيلم ديجيمون تيمرز: معركة المغامرون (تصميم الشخصيات)
- فيلم ديجيمون تيمرز: قطار الديجيمون الهائج (تصميم الشخصيات)
- فيلم ديجيمون فرونتير: إعادة إحياء الديجيمون الأثري (تصميم الشخصيات)
- ون بيس: البارون أوماتسوري والجزيرة السرية (الرسوم المفتاحية)
- سمر وورز (الرسوم المفتاحية)
- فيلم ناروتو: ذعر الحيوان في جزيرة هلال القمر (الرسوم المفتاحية)
- الأخير: ناروتو الفيلم (الرسوم المفتاحية)
- الفتاة التي قفزت عبر الزمن (الرسوم المفتاحية)
- أسطورة تنين الألفية (الرسوم المفتاحية)

## أعماله في ألعاب الفيديو
- دكتور سلامب (تصميم الشخصيات)

## وصلات خارجية
- صفحة IMDb